# خرگوش جهنده پابلند
خرگوش جهنده پابلند (نام علمی: Lepus alleni) گونه‌ای از خرگوش‌های آمریکای شمالی است که در جنوب آریزونا و شمال غربی مکزیک یافت می‌شود و مناطق بیابانی خشک را اشغال می‌کند.
در هنگام گرگ‌ومیش (کرپسکولار) و در طول شب (شبگرد) بیشتر فعال است، اما می‌تواند در طول روز که شرایط مساعد است (پوشش ابرهای سنگین) فعال باشد.

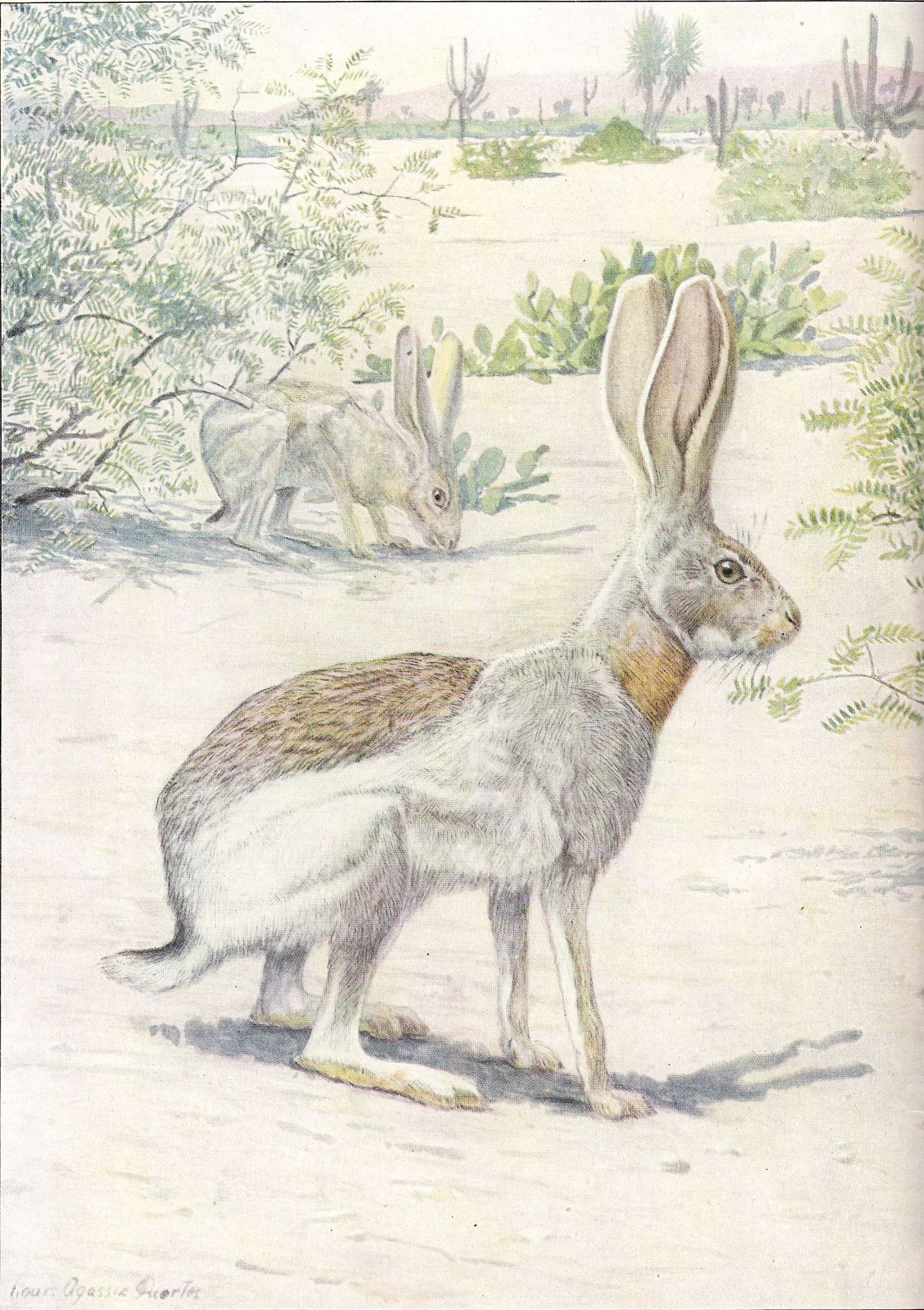
تصویری هنری از خرگوش جهنده

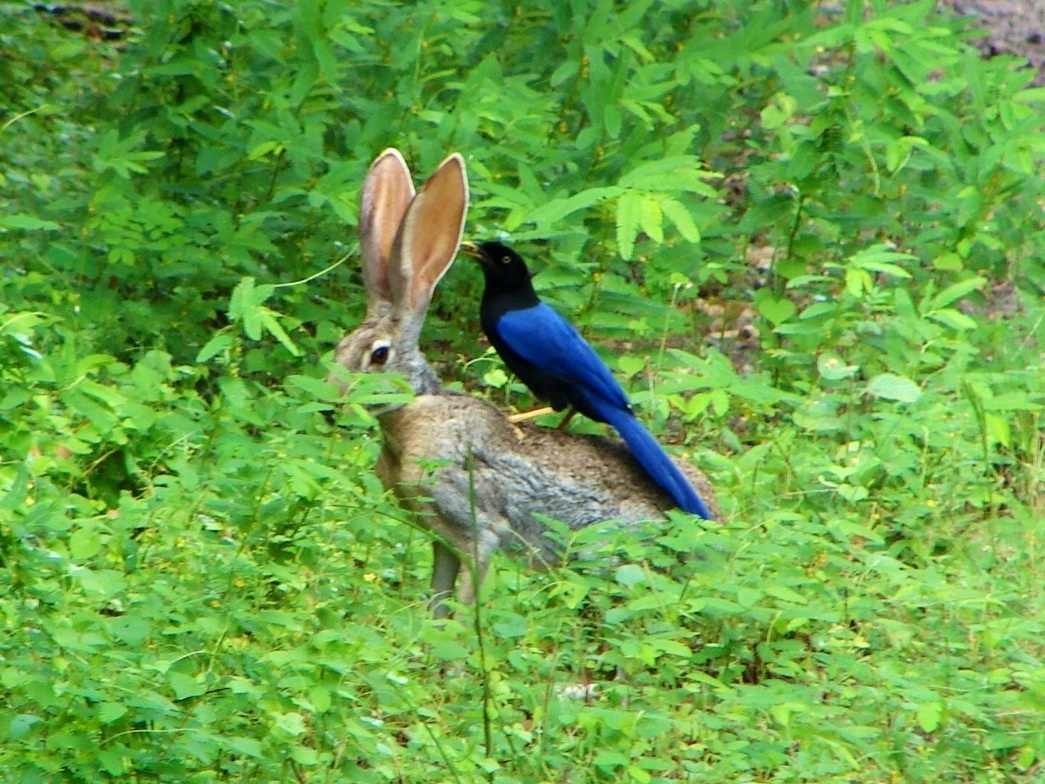
یک خرگوش جهنده و یک جیجاق پشت‌بنفش با هم در مزاتلان دیده می‌شوند